# Флоріан Ейсат
Флоріан Ейсат (27 листопада 1984 , Больцано, Трентіно-Альто-Адідже ) — італійський гірськолижник. Учасник зимових Олімпійських ігор 2018.

## Результати в Кубку світу
Усі результати наведено за даними Міжнародної федерації лижного спорту.

### Підсумкові місця в Кубку світу за роками
| Сезон | Вік | Загальний залік | Слалом | Гігантський слалом | Супергігант | Швидкісний спуск | Гірськолижна комбінація |
| ----- | --- | --------------- | ------ | ------------------ | ----------- | ---------------- | ----------------------- |
| 2006  | 21  | 137             | —      | 51                 | —           | —                | —                       |
| 2007  | 22  | 107             | —      | 43                 | 44          | —                | 34                      |
| 2008  | 23  | 80              | —      | 51                 | —           | —                | 18                      |
| 2009  | 24  |                 |        |                    |             |                  |                         |
| 2010  | 25  | 112             | —      | 33                 | —           | —                | —                       |
| 2011  | 26  | 122             | —      | 37                 | —           | —                | —                       |
| 2012  | 27  | 102             | —      | 33                 | —           | —                | —                       |
| 2013  | 28  | 67              | —      | 22                 | —           | —                | —                       |
| 2014  | 29  | 102             | —      | 33                 | —           | —                | —                       |
| 2015  | 30  | 55              | —      | 14                 | —           | —                | —                       |
| 2016  | 31  | 44              | —      | 9                  | —           | —                | —                       |
| 2017  | 32  | 35              | —      | 9                  | —           | —                | —                       |
| 2018  | 33  | 57              | —      | 15                 | —           | —                | —                       |

- Станом на 16 березня 2018

### П'єдестали в окремих заїздах
- 1 п'єдестал – (1 ГС)

| Сезон | Дата           | Місце проведення     | Дисципліна         | Місце |
| ----- | -------------- | -------------------- | ------------------ | ----- |
| 2017  | 18 грудня 2016 | Альта-Бадія (Італія) | Гігантський слалом | 3-тє  |

## Результати на чемпіонатах світу
Усі результати наведено за даними Міжнародної федерації лижного спорту.
| Рік  | Вік | Слалом | Гігантський слалом | Супергігант | Швидкісний спуск | Гірськолижна комбінація |
| ---- | --- | ------ | ------------------ | ----------- | ---------------- | ----------------------- |
| 2015 | 30  | —      | 8                  | —           | —                | —                       |
| 2017 | 32  | —      | 17                 | —           | —                | —                       |

## Результати на Олімпійських іграх
Усі результати наведено за даними Міжнародної федерації лижного спорту.
| Рік  | Вік | Слалом | Гігантський слалом | Супергігант | Швидкісний спуск | Гірськолижна комбінація |
| ---- | --- | ------ | ------------------ | ----------- | ---------------- | ----------------------- |
| 2018 | 33  | –      | 14                 | —           | —                | —                       |